# Boomerang (Italia)
Boomerang è un canale televisivo a pagamento italiano della Warner Bros. Discovery lanciata in Italia nel 2003.
Il canale trasmette sia cartoni animati originali Hanna-Barbera che cartoni inediti, e film per la famiglia e possiede la più vasta library di cartoon del mondo (oltre 2000 personaggi e 8500 cartoni animati) con un'audience di tutte le età, non solo per bambini, ma anche per ragazzi fino a 14 anni.

## Storia
La nascita di Boomerang avvenuta il 31 luglio 2003 ha fatto sì che la programmazione di Cartoon Network fosse concentrata esclusivamente sulle produzioni originali come Le Superchicche, Leone il cane fifone, Il laboratorio di Dexter, Johnny Bravo e Samurai Jack, portando le vecchie produzioni di Hanna-Barbera e Warner Bros. sul nuovo canale.
Boomerang è trasmesso sulla piattaforma Sky, disponibile al canale 609 dello Sky Box nel pacchetto "Sky Kids".
Dal 20 dicembre 2008 sul canale 610 di Sky è presente anche Boomerang +1 che trasmette gli stessi programmi di Boomerang un'ora dopo.
Dal 23 dicembre 2013, Boomerang +1 a seguito del cambio frequenza, trasmette tutta la programmazione in formato 16:9.
Il 2 febbraio 2015, alle ore 19:00, il canale effettua un rebranding della rete, adottando il nuovo logo e rinnovando la grafica del canale, in concomitanza con le versioni internazionali.
Dal 16 settembre 2015 anche la versione originale del canale è trasmessa, nel formato panoramico 16:9.
Per il digitale terrestre, il canale, assieme a Cartoon Network, ha partecipato all'ultima gara di assegnazione del 40% della capacità trasmissiva per i multiplex nazionali classificandosi al 6º posto, rientrando quindi nella graduatoria.
Il 10 agosto 2018 il logo di Boomerang +1 cambia, il suffisso +1 va vicino al logo di Boomerang
Dal 25 marzo 2019, il canale è trasmesso in Svizzera.
Dal 1º maggio 2020, insieme a Cartoon Network, è visibile anche su NOW.
In meta 2020 il logo di Boomerang +1 ha cambiato il +1 in carattere stampante minuscolo e così fatto in 576i SDTV
Nel 2022, la versione originale del canale è stata disponibile in alta definizione per un breve periodo.
Dal 1º dicembre 2023, il canale è disponibile in alta definizione sulla piattaforma streaming Now e sul canale 609 della piattaforma satellitare di Sky Italia, mentre la versione timeshift +1 continua a essere trasmessa in risoluzione standard.

## Palinsesto
Destinato ai cartoon fan di ogni età, Boomerang trasmette i grandi classici dell'animazione, come Scooby-Doo, Gli antenati, Wacky Races, Braccio di Ferro, Tom & Jerry, i Looney Tunes, I Puffi, Hello Kitty, Le avventure di Piggley Winks e Sam Sam e alcune di Warner Bros.
Cinema Boomerang è l'appuntamento fisso del fine settimana con i lungometraggi Warner Bros., Hanna-Barbera e di altre produzioni: protagonisti sono sempre i celebri personaggi dell'animazione, tra i quali Scooby-Doo e Gli antenati. Il canale è dedicato quasi interamente ai bambini di età prescolare, anche se riprende a trasmettere i vecchi cartoni Hanna-Barbera tutti i giorni dalle 22:50.
Dal 2003 al 2012 lo speaker ufficiale del canale era il doppiatore Diego Sabre, mentre dal 2012 al 2015 era il doppiatore Luca Sandri, nel 2015 (per un breve periodo) il doppiatore Davide Albano, dal 2015 al 2017 il doppiatore Marco Balzarotti, mentre dal 2017 al 2018 è stato Ruggero Andreozzi. Dal 2018 lo speaker è Luigi Rosa.
Dal 19 al 26 dicembre 2015 il canale e la sua versione timeshift sono stati rinominati Boomerang Looney Tunes, con una programmazione speciale dove hanno trasmesso film e serie animate dei Looney Tunes.
Dal 19 al 27 dicembre 2016, Boomerang +1 (canale 610 di Sky) diventa Tom&Jerry Channel, un canale dedicato all'omonima serie.
Dal 7 al 17 giugno 2018 la versione timeshift si è trasformata in ScoobyDoobyBoom, trasmettendo varie serie animate dedicate a Scooby-Doo.

### Programmi attualmente in onda
- Batwheels[9]
- C'erano una volta... gli oggetti
- La casa delle bambole di Gabby
- Mico e i FuFunghi
- MeteoHeroes (di notte)[10]
- Simone
- The Tom & Jerry Show[9]
- Tiny Toons Looniversity
- Tom & Jerry a New York
- Whiskey e i suoi amici (di notte)

### Programmi non più in onda
- Alf
- Alieni pazzeschi
- Alla ricerca della Valle Incantata
- Animaniacs
- Baby Huey
- Baby Looney Tunes
- Bananas in pijiamas (1a TV)
- Barbie Siamo In Due
- Be Cool, Scooby-Doo! (1a TV)
- Ben 10 (serie animata 2016)
- Bentornato Topo Gigio[11]
- Bernard l'orso
- Binky agente segreto (1a TV)
- Braccio di Ferro[11]
- Braccobaldo[11]
- Bunnicula[9]
- Bugs Bunny costruzioni[9]
- Caillou[12]
- Calimero
- Capitan Cavey e le Teen Angels
- Capitan Clark[9]
- Casper
- Casper - Scuola di paura
- Cave Kids[13]
- C'era una volta... la Terra
- Centurions
- Charlie Brown e Snoopy Show
- Cracké[9]
- Cuccioli cerca amici - Nel regno di Pocketville
- Dastardly e Muttley e le macchine volanti[11]
- daffy duck
- Dink il piccolo dinosauro[13]
- Dino Ranch
- Doraemon (serie animata 1979)
- Doraemon (serie animata 2005)
- Dorothy e le meraviglie di Oz[9]
- Dragons
- Droopy: Master Detective
- Duck Dodgers[9]
- Ella tra le stelle[9]
- Ernesto Sparalesto[11]
- Floogals
- Garfield e i suoi amici
- George della giungla[9]
- Gerald McBoing-Boing
- Giust'in tempo
- Gli amici Cercafamiglia
- Gli imbattibili Save-Ums!
- Gli Orsetti del Cuore (serie animata 2007)[9]
- Gli orsetti del cuore - Benvenuti a Tantamore[9]
- Goober e i cacciatori di fantasmi[11]
- Grisù il draghetto[11]
- Grizzy e i lemming - Pelosi e dispettosi[9]
- Hanamaru
- Hello Kitty - Il teatrino delle fiabe[9]
- Hello Kitty - Parallel Town[9]
- Herman & Katnip
- Il mondo di Barney
- I 13 fantasmi di Scooby-Doo[13]
- I Biskitts[11]
- I Dalton
- I due masnadieri[13]
- I favolosi Tiny
- I Flintstones[11]
- I Jetsons[11]
- I misteri di Silvestro e Titti
- I Puffi (serie animata 1981)
- Il cucciolo Scooby-Doo[11]
- Il laboratorio di Dexter
- Il libro della giungla (serie animata 2010)
- Il nuovo Fred e Barney Show[11]
- Il villaggio di Hello Kitty[9]
- Inch High l'occhio privato
- Isidoro & Dingbat[11]
- Jabberjaw[11]
- Jelly Jamm
- Josie e le Pussycats[11]
- Kingdom Force[9]
- Krypto the Superdog[9]
- Kwicky Koala[11]
- Lamput[9]
- L'apprendista cavaliere[9]
- L'armadio di Chloé[9]
- L'incantevole Creamy[9]
- L'ispettore Gadget (serie animata 2015)[9]
- La caccia al tesoro di Yoghi[13]
- La Civetta & Co
- La famiglia Addams (serie animata 1973)[11]
- La famiglia Addams (serie animata 1992)
- La foresta dei sogni[9]
- La formica atomica[13]
- La furia di Hong Kong
- La Pantera Rosa
- La Pantera Rosa & Co.[9]
- Le avventure di Felix il gatto
- Le avventure di Penelope Pitstop
- Le avventure di Piggley Winks
- Le fiabe di Hello Kitty
- Le nuove avventure di Capitan Planet[9]
- Le nuove avventure di Scooby-Doo
- Le Superchicche
- LEGO Friends
- Leone il cane fifone
- Little Audrey
- Looney Tunes Cartoons[14]
- Luca Tortuga
- Lunar Jim[9]
- Lupo de' Lupis
- ’’ lucky star’’
- le adventure di super Mario
- Mongo e drongo
- Magilla Gorilla
- Mighty Express[9]
- Mike il carlino
- Mike il cavaliere[9]
- Mon Cicci
- Muppet Babies
- My Little Pony - L'amicizia è magica[15]
- My Little Pony - Pony Life[9]
- nichjiou
- Napo Orso Capo[11]
- New Looney Tunes[9]
- Ninja Express[9]
- Nouky e i suoi amici[9]
- Oddbods'
- Oggy e i maledetti scarafaggi
- Olly il sottomarino[9]
- Orso Yoghi
- ’’puyo puyo’’
- Pac-Man
- Paf il cane[9]
- Pat & Stan
- Picchiarello
- Piovono polpette
- Pixie, Dixie e Mr. Jinks[11]
- Pororo
- Pound Puppies[13]
- Re Babar
- Richie Rich (serie animata 1996)
- Risate con i Flintstones[11]
- Rupert Bear
- SamSam il cosmoeroe
- Sam il pompiere[16]
- Scooby-Doo! Dove sei tu?
- Scooby-Doo & Scrappy-Doo[11]
- Scooby-Doo! Mystery Incorporated[9]
- Scooby-Doo and Guess Who?[9]
- Scuola di polizia
- Shaggy e Scooby-Doo[9]
- Shaun, vita da pecora
- Simsalagrimm
- Snooper e Blabber
- Squadra Antincendio: Firehouse Tales
- Super 4
- Super Segretissimo[13]
- Svicolone
- Taffy (serie animata)
- Tatino e Papino
- Tatonka
- Tazmania
- Tex Avery Show
- The Flintstone Kids[11]
- The Garfield Show[9]
- The Happos Family
- The Harveytoons Show
- The Looney Tunes Show[9]
- The Tom & Jerry Show
- Tom & Jerry Kids[11]
- Tom & Jerry Tales[9]
- Toot & Puddle[9]
- Top Cat[11]
- Ugo Lupo
- Un amore di mostro
- Vicky e Johnny
- Vita da giungla: alla riscossa![9]
- Wacky Races (1968)[11]
- Wacky Races (2017)[9]
- Wally Gator[13]
- Yabba-Dabba Dinosaurs[9]
- Zig & Sharko
- Zou

## Loghi

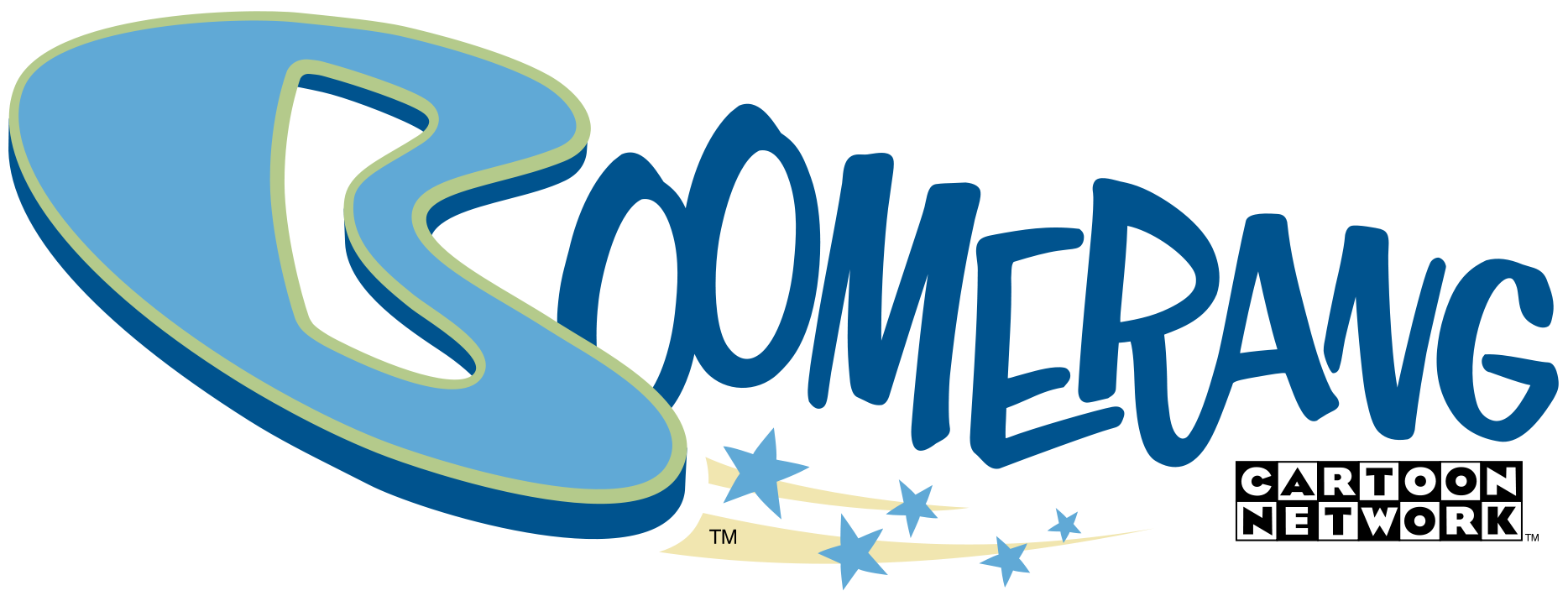
31 luglio 2003 - 5 aprile 2005
6 aprile 2005 - 2 febbraio 2015
In uso dal 2 febbraio 2015